# Tamgrinia coelotiformis
Tamgrinia coelotiformis är en spindelart som först beskrevs av Schenkel 1963.  Tamgrinia coelotiformis ingår i släktet Tamgrinia och familjen mörkerspindlar. Inga underarter finns listade i Catalogue of Life.